# ساختار انقلاب‌های علمی
ساختار انقلاب‌های علمی شناخته‌شده‌ترین کتاب توماس کوهن است که در آن به ارائه معیارهایی برای تشخیص انقلاب علمی می‌پردازد. این کتاب سه بار به فارسی ترجمه شده است. این کتاب یکی از پر استنادترین کتب آکادمیک است. این رساله در آن می‌کوشد تا با آشکار ساختن بعضی از دلالت‌ها و اشارات تاریخ‌نگاری جدید خطوط اصلی نماینده این تصویر را ترسیم کند. در این رساله مفهوم نمونه غالباً به عنوان جانشینی برای مفاهیم گوناگون متعارفی به کار می‌رود.

## ترجمه‌های فارسی
- «ساختار انقلاب‌های علمی»، توماس اس کوهن، عباس طاهری (مترجم)، شهرام اقبال زاده (ویراستار)، تهران: قصه
- «ساختار انقلابهای علمی»، تامس کوهن، سعید زیباکلام (مترجم)، چاپ اول، ۱۳۸۹
- کوهن، تامس (۱۳۶۹)، ساختار انقلابهای علمی، ترجمه احمد آرام، تهران: انتشارات سروش

## اندیشه
در کتاب ساختار، هدف اصلی کوهن به نقد دیدگاه رایج، که پوزیتیویست‌های منطقی در مورد نحوه شکل‌گیری و اعتبارسنجی علم می‌پردازد و نظریه ایشان مبنی بر این‌که انباشت معرفت علمی در طول زمان و افزایش مستمر و پیوسته آن را نقد می‌کند و باور دارد که پارادایم‌های علمی همانند انقلاب‌ها، ناگهانی سر بلند می‌کنند. دیدگاه کوهن در این کتاب به نوعی بیان می‌کند که الگوهای علمی در دوره‌های زمانی گوناگون بدون پیوستگی تغییر می‌کنند.